# Piet de Jong (botánico)
P.C. de Jong (24 de marzo de 1938) es un botánico, dendrólogo y profesor neerlandés. Fue profesor en la facultad de la Universidad de Utrecht y curador de los siete jardines botánicos de esa universidad, y actualmente está a cargo de la Estación de Investigación Experimental en Boskoop. Sus áreas de interés en la investigación botánica son los géneros Acer, Betula, Euonymus, y Lilium.

## Algunas publicaciones
- p.c. De Jong. 1974. Some notes on the evolution of lilies. North Am. Lily Yearb. 27

### Libros
- D. M. Van Gelderen, H. J. Oterdoom, P. C. De Jong. 2010. Maples of the World. Editor Timber Press (OR), 514 pp. ISBN 160469209X
- p.c. De Jong, j. Tolsma, l.j.w. van den Wollenberg. 1989. Guide to the Von Gimbornarboretum at Doorn. 2.ª edición de University Utrecht Botanic Gardens, 94 pp.
- ---------------. 1976. Flowering and sex expression in Acer L.: a biosystematic study. Volumen 76, Número 2 de Mededelingen (Landbouwhogeschool Wageningen), Landbouwhogeschool Wageningen. Editor Veenman, 201 pp.
- ---------------. 1972. De taxonomie van het geslacht Lilium: verslag van een studiereis naar Engeland 16-26 juli 1972. 13 pp.
- ---------------. 1972. Chinese lelies in het Parijse herbarium: verslag van een studiereis naar Frankrijk 12-18 november 1972. 10 pp.
- ---------------. 1967. Enige studies van de bloei van het geslacht Acer. Editor De Jong, 33 pp.

## Eponimia
- (Asclepiadaceae) Secamone jongkindii Klack.[2]